# Бюрель, Леонс-Анри
Леонс-Анри Бюрель (фр. Léonce-Henri Burel; 23 ноября 1892, Эндре, Атлантическая Луара — 21 марта 1977, Мужен) — французский кинооператор.

## Биография
Окончил факультет искусств Нантского университета. Включился в кинопроизводство в 1913 году. Работал с Абелем Гансом, Жаком Фейдером, Виктором Туржанским, Марселем Л’Эрбье, Робером Брессоном, Жаном Деланнуа, Жюльеном Дювивье и др. Снял более 140 лент. Несколько фильмов поставил как режиссёр.

## Избранная фильмография
- 1915 : L'énigme de dix heures (Абель Ганс)
- 1915 : Un drame au château d’Acre (А. Ганс)
- 1915 : Strass et Compagnie (А. Ганс)
- 1915 : L’héroïsme de Paddy (А. Ганс)
- 1915 : La fleur des ruines (А. Ганс)
- 1916 : Le fou de la falaise (А. Ганс)
- 1916 : La source de beauté (А. Ганс)
- 1916 : Ce que les flots racontent (А. Ганс)
- 1916 : Le brouillard sur la ville (А. Ганс)
- 1916 : Le droit à la vie (А. Ганс)
- 1917 : Mater Dolorosa) (А. Ганс)
- 1917 : Барбаросса/ Barberousse (А. Ганс)
- 1917 : La zone de la mort (А. Ганс)
- 1918 : Le Soleil Noir (А. Ганс)
- 1918 : La dixième symphonie (А. Ганс)
- 1918 : Я обвиняю! / J’accuse! (А. Ганс)
- 1919 : Mademoiselle de La Seiglière (Андре Антуан)
- 1920 : L’Hirondelle et la mésange (Андре Антуан)
- 1920 : Колесо / La roue (А. Ганс)
- 1921 : Арлезианка / L’Arlésienne (Андре Антуан)
- 1922 : Кренкебиль/ Crainquebille (Жак Фейдер)
- 1922 : Visages d’enfants (Жак Фейдер)
- 1923 : L’image (Жак Фейдер)
- 1924 : Саламбо / Salammbô (Пьер Мародон)
- 1925 : Мишель Строгов / Michel Strogoff  (Виктор Туржанский)
- 1927 : Наполеон/ Napoléon (А. Ганс)
- 1927 : Казанова/ Casanova (Александр Волков)
- 1927 : Paname n’est pas Paris (Николай Маликов)
- 1928 : L'équipage (Морис Турнёр)
- 1930 : Княжеские ночи / Nuits de princes (Марсель Л’Эрбье)
- 1930 : La Femme d’une nuit (Марсель Л’Эрбье)
- 1930 : Тайна жёлтой комнаты / Le Mystère de la chambre jaune (Марсель Л’Эрбье)
- 1931 : Орлёнок/ L’Aiglon (Виктор Туржанский)
- 1933 : Coralie et Cie. (Альберто Кавальканти)
- 1934 : Un homme en or (Жан Древиль)
- 1934 : Toboggan (Анри Декуэн)
- 1934 : Napoléon Bonaparte (А. Ганс)
- 1934 : Touche-à-tout (Жан Древиль)
- 1936 : Les petites alliées (Жан Древиль)
- 1936 : Mademoiselle ma mère (Анри Декуэн)
- 1938 : Abus de confiance (Анри Декуэн)
- 1938 : Retour à l’aube (Анри Декуэн)
- 1940 : Vénus aveugle (А. Ганс)
- 1942 : La belle aventure (Марк Аллегре)
- 1943 : Парижские тайны/ Les Mystères de Paris (Жак де Баронселли)
- 1946 : Рокамболь/ Rocambole (Жак де Баронселли)
- 1948 : Métier de fous (Андре Юнебель)
- 1948: Les Casse-Pieds (Ж. Древиль)
- 1948 : Сюзанна и её бандиты / Suzanne et ses brigands (Ив Чампи)
- 1948 : Le mystère Barton (Шарль Спаак)
- 1950 : Дневник сельского священника/ Journal d’un curé de campagne (Робер Брессон, премия Венецианского МКФ за лучшую операторскую работу)
- 1951 : La Vérité sur Bébé Donge (Анри Декуэн)
- 1951 : La demoiselle et son revenant (Марк Аллегре)
- 1953 : La route Napoléon (Жан Деланнуа)
- 1953 : L'Étrange Désir de monsieur Bard (Геза Радваньи)
- 1954 : Marianne de ma jeunesse (Жюльен Дювивье)
- 1955 : Bonjour sourire (Клод Соте)
- 1956 : Приговоренный к смерти бежал / Un condamné à mort s’est échappé (Р. Брессон)
- 1956 : Magirama (А. Ганс, Нелли Каплан)
- 1959 : Карманник / Pickpocket (Р. Брессон)
- 1962 : Процесс Жанны д’Арк / Procès de Jeanne d’Arc (Р. Брессон)
- 1963 : Chair de poule (Ж. Дювивье)
- 1971 : Bonaparte et la Révolution (А. Ганс)